# Oxyopes attenuatus
Oxyopes attenuatus är en spindelart som beskrevs av Ludwig Carl Christian Koch 1878. Oxyopes attenuatus ingår i släktet Oxyopes och familjen lospindlar. Inga underarter finns listade i Catalogue of Life.